# Bütykös hattyú

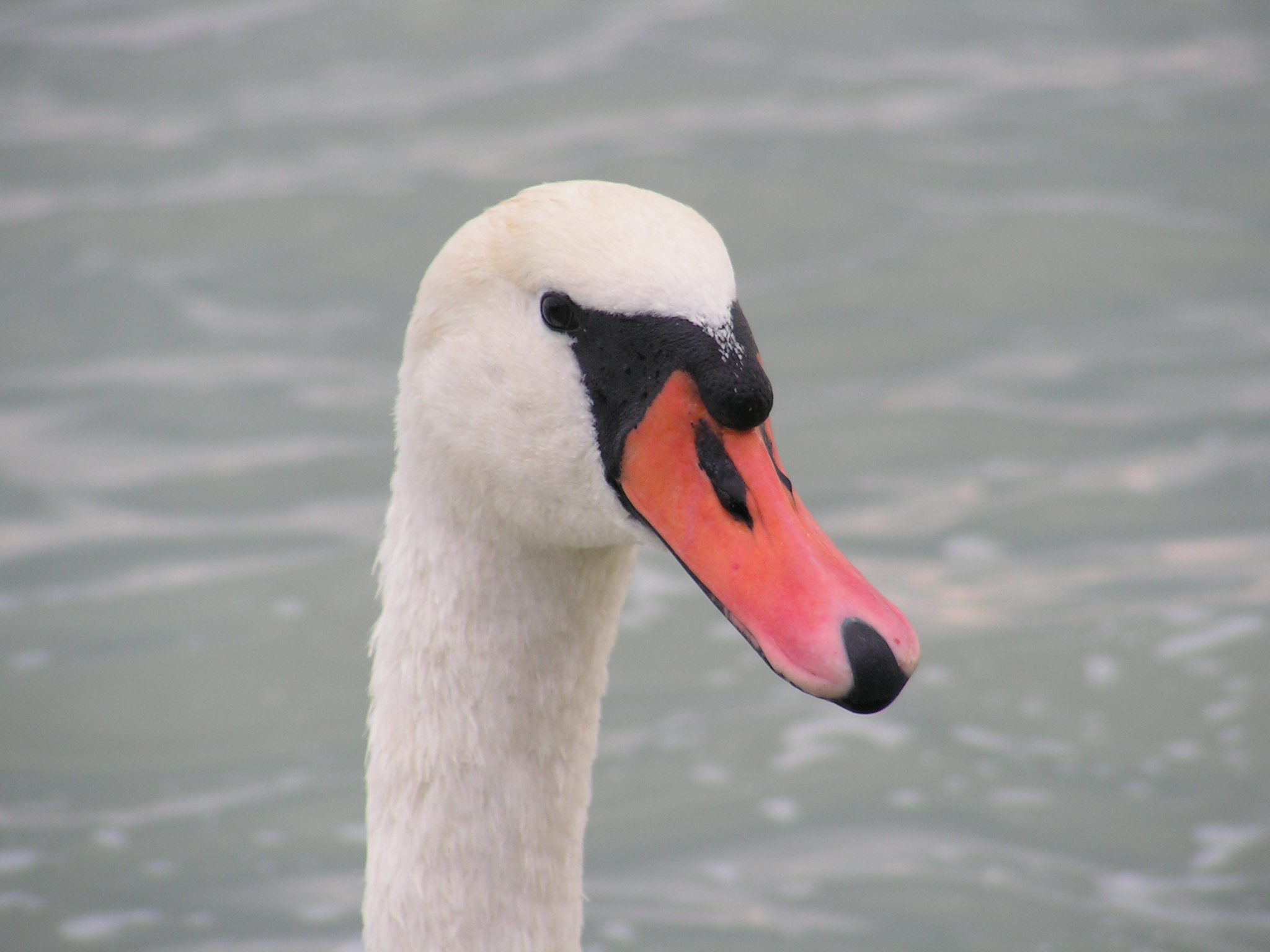
Jól látható a bütyök, amiről a faj a nevét kapta

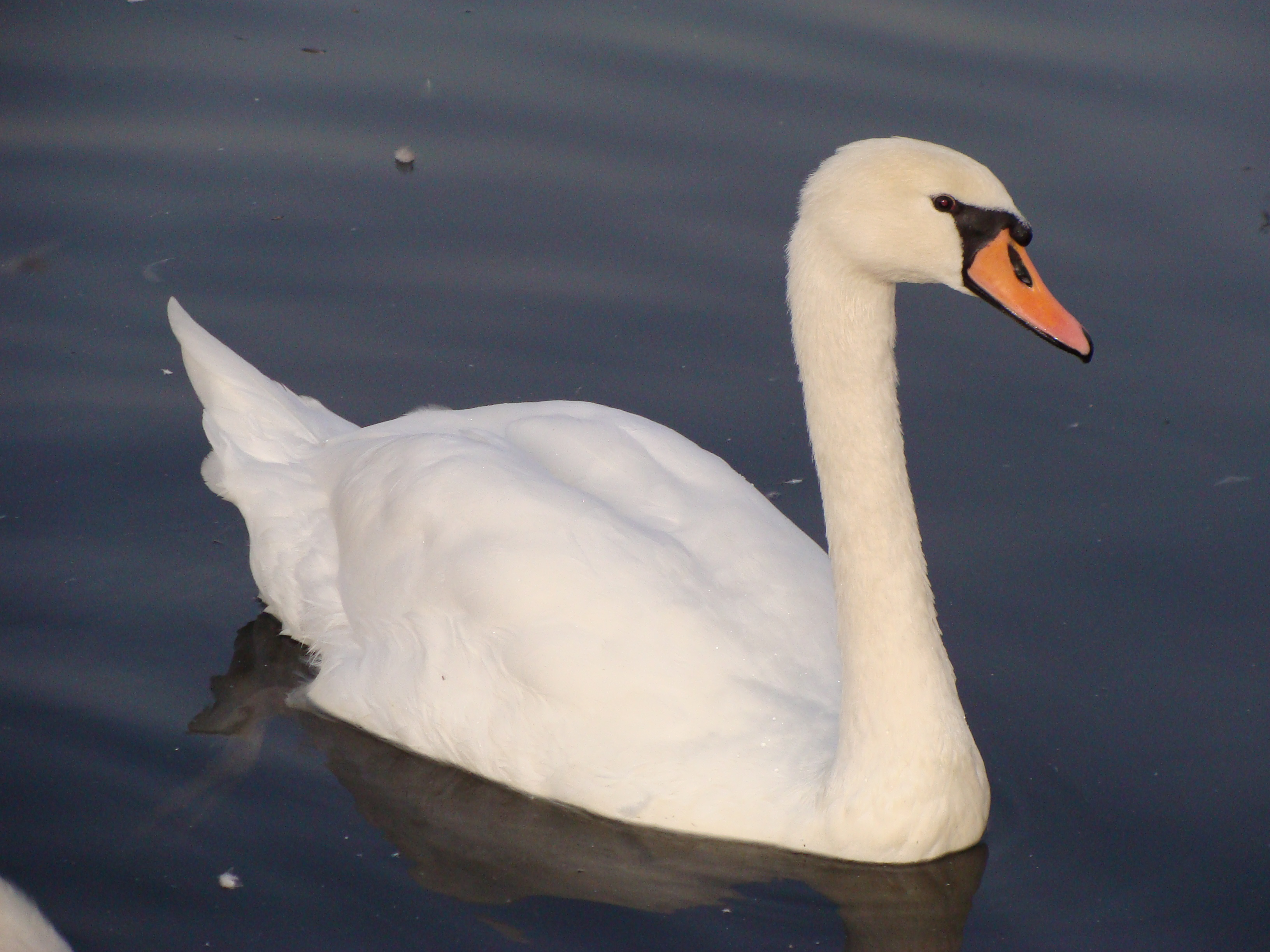
Egy felnőtt...

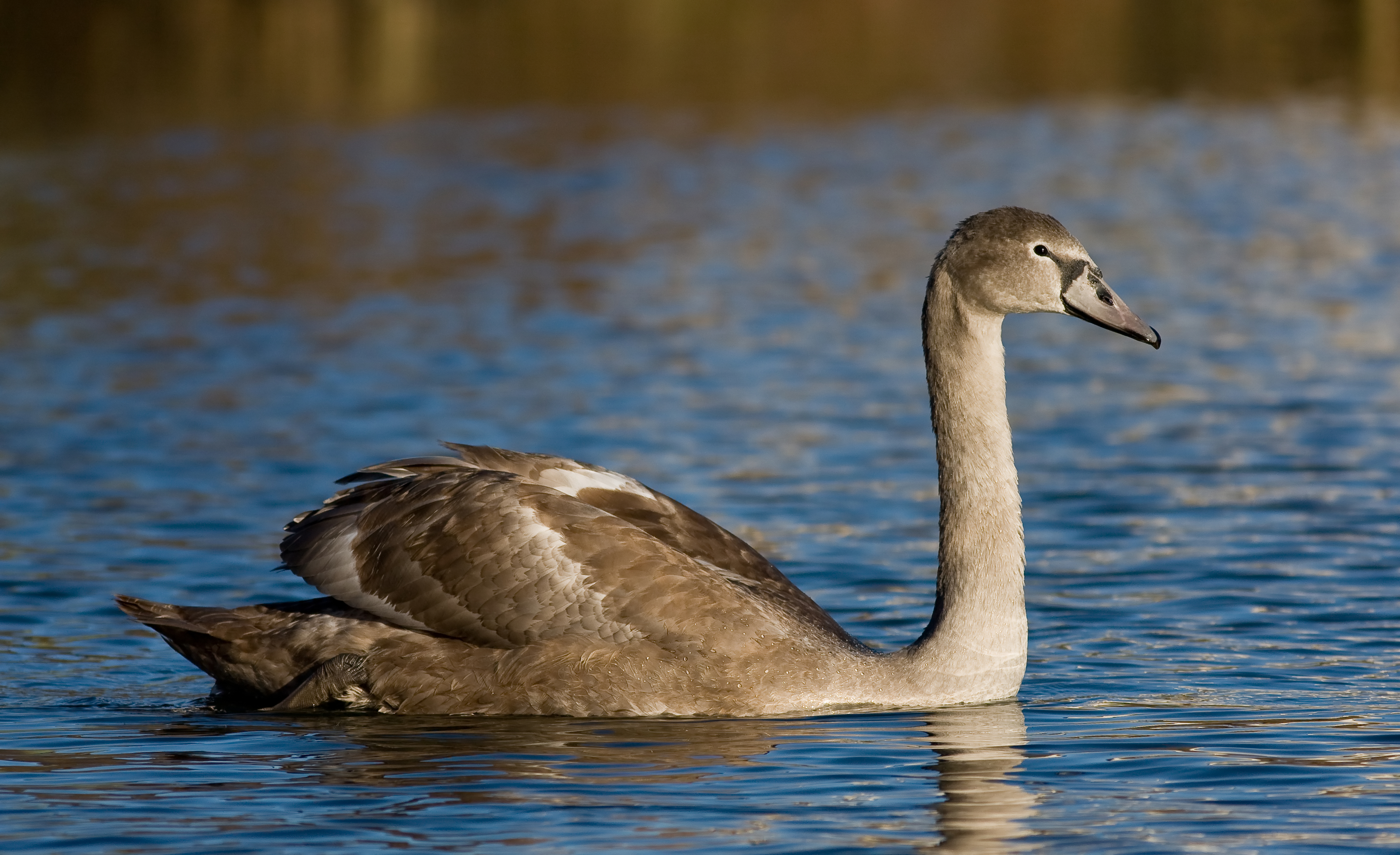
... és egy fiatal példány

A bütykös hattyú (Cygnus olor) a madarak (Aves) osztályának lúdalakúak (Anseriformes) rendjébe, ezen belül a récefélék (Anatidae) családjába tartozó faj.
Dánia nemzeti madara.

## Származása, elterjedése
Európában és Nyugat-Ázsiában honos (kelet felé Mongóliáig). Egykor a mocsarakban és vizekben gazdag Közép-Európában mindenütt megélhetett. De mivel vadászattal és tojásgyűjtéssel könnyű kiirtani, az ember valószínűleg már korán visszaszorította, és feltehetőleg csak Észak-Európa járhatatlan mocsaraiban maradt fenn. Az elmúlt évszázadokban ismét telepítettek hattyúkat a parkok halastavaira, amiknek ma díszei.
Magyarországon őshonos, de egy időben teljesen kipusztult, majd újra visszatelepült.
Betelepítették a következő területekre is: Izland, Feröer, az Amerikai Egyesült Államok, Ausztrália, Új-Zéland, Dél-afrikai Köztársaság.

## Megjelenése, felépítése
Testhossza 145–160 centiméter, szárnyának fesztávolsága 208–238 centiméter. A hím testtömege 9–14 kilogramm, a tojóé 7–11 kilogramm, ezzel az egyik legnagyobb testű röpképes madár. Tollazata tiszta fehér. Szeme barna, csőre vörös, nevét adó bütyke és kantárja fekete, lába barnásfekete vagy tiszta fekete, nagy széles úszóhártyával. A bütyök a hímnél jobban fejlett, mint a tojónál.

## Életmódja, élőhelye
Álló- vagy lassan folyó vizeken költ, ahol bőséges táplálékra van szüksége. Tápláléka vízinövények részeiből és magvaiból, rovarokból, férgekből, kagylókból, apró kétéltűekből és halakból áll. Hosszú nyakával a tófenékről tépi a táplálékát, ahol a récék már nem jelentenek konkurenciát.
Etetni nem ajánlatos, mert a kenyérfélék, chipsek, kekszek és egyéb szénhidrátban gazdag emberi fogyasztásra használt élelmiszerek károsak lehetnek az egészségükre, főleg a fiatalokéra.
Ha nagyon sok ilyen táplálékot fogyaszt, akkor egy tipikus betegséget kap el, az angyalszárny-betegséget. Ekkor a szárnytollai kifelé állnak a madárból, szárnya nem tud az egyoldalú táplálkozástól kifejlődni és ezek a példányok halálra vannak ítélve, mert az etetéstől röpképtelenné válnak. Ezeket a példányokat általában a hideg tél viszi el.
Ha valaki mégis etetni szeretné őket, a madárbarátok a kukoricát, búzát, és víziszárnyas tápot ajánlják.
Természetétől fogva vándormadár, télen 1000 km-nél többet is megtehet, hogy Európa enyhébb területein teleljen. A parkokba betelepített példányai gyakran a nagyvárosok be nem fagyott vizein maradnak, ahol mindig eteti őket valaki.
Hosszas, csapkodó vízfelszíni nekifutással emelkedik fel, de ha már a levegőben van, kitartóan repül. Repüléskor evezőtollai messziről hallható fütyülő hangot adnak. 
Akár a többi réceféle, vedléskor egyszerre veszíti el összes evezőtollát, és ilyenkor átmenetileg röpképtelenné válik.
Fogságban akár 50 évig is elél, de szabadon ritka a 15 évnél idősebb madár.
Magyarországon a balatoni túlszaporodásuk tévhit, mert tartósan 50 pár fészkel a tavon. Nyáron a nagyobb településeken azért látható sok hattyú, mert a nyári vedlési időszakban júliustól szeptemberig, egész Európából érkeznek a Balatonhoz.

## Szaporodása
Az ivarérettséget 2-3 éves korban éri el. Monogámiában él. A hattyúpár a téli hónapokban minden évben jön nászhangulatba. Ilyenkor szorosan egymás mellé úsznak, és azonos ütemben mozgatják nyakukat. A fejüket oldalra hajtják, meghajolnak, és a vízbe mártják csőrüket, nemritkán a partner nyakát átkulcsolva. Párzásra hívásként a tojó laposan elnyújtja nyakát a víz felett. Ezután a hím a hátára mászik, súlyával a víz alá nyomja, és csőrével kapaszkodik partnerébe. Párzás közben a tojó hangosan szörcsög. Utána mindketten felegyenesednek, és látványosan leeresztik csőrüket. A hattyúpár hűséges költőterületéhez, és területéről körülbelül a hóolvadástól kezdve elűzi a többi hattyút. A fenyegetés legenyhébb formája a szárnycsapkodás, az erősebben fenyegető hattyú erősen hátrahúzott nyakkal gyorsan ráúszik ellenfelére, végül a vetélytársak megragadják egymás nyakát, és szárnyukkal csapkodva próbálják eltolni vagy a víz alá nyomni a másikat. Eközben sok tollat kitépnek, és komoly sérüléseket is okozhatnak.
Márciustól júniusig költ. A fészket csak a tojó építi, sekély tavak nádasainak szélén. Ehhez nádszálakat és gyékényt szaggat le, és maga mögé teszi ezeket. Ezt az egyszerű mozdulatot többször ismételve egy nagy halmot alakít ki. Erre a kupacra rakja 6–8 szürkésfehér vagy szürkés halványzöld tojását. 
Kotlani a fészekalj felének lerakása után kezd. 34-38 napig költ; eközben a hím a fészek közelében őrködik. A fészkét védő hattyú az embert is megtámadja: ilyenkor teljes magasságában felágaskodik, és félelmetesen csapkod szárnyával. Ha ellensége ettől nem menekül el, akkor feladja a küzdelmet, és visszavonul.
A félig fészekhagyó fiókákat mindkét szülő vezeti, sőt rendszeresen a hátukra is veszik őket. A kis bütykös hattyúk 3-4 hónapos koruktól önállóak, de még egy évig a szülők közelében maradnak. A hattyúfiókák általában szürke pelyhesek, ami védőszínezet a ragadozók ellen. Egyes egyedek fiókái viszont fehérek, ezeket az egyedeket immutabilisnek hívják. Ez a színváltozat nem előnyös a hattyúfiókák számára, mert előfordul, hogy a szülők megtámadják, elverik maguktól az ilyen fiókákat, mert a színezetük a felnőtt madarakéra hasonlít.
A vad színváltozatú, barna fiókák a következő vedlés után lesznek teljesen fehérek.

## Vonuláskutatása

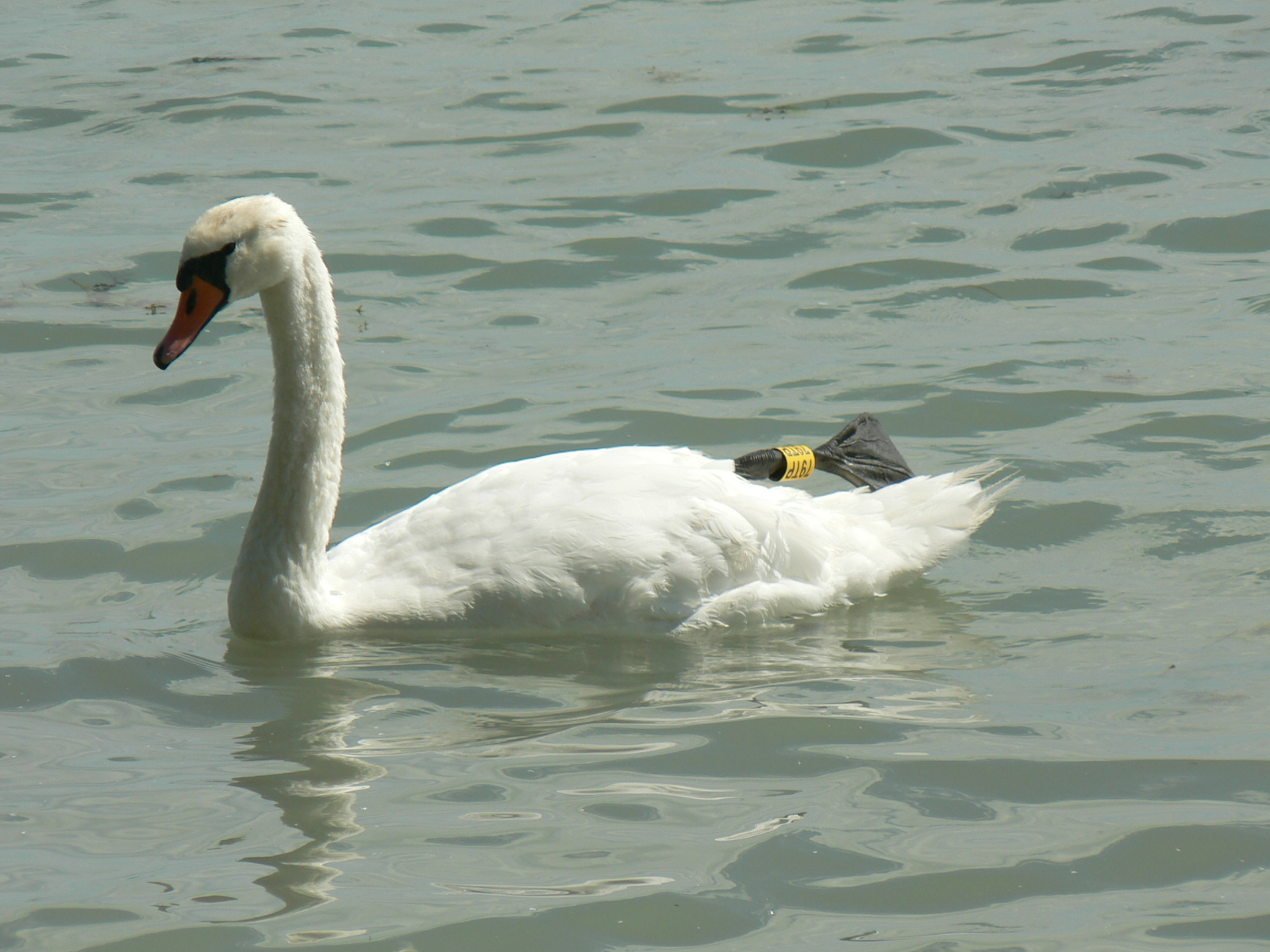
Etetés közben kis türelemmel bárki le tudja olvasni a partról a színes lábgyűrű gyűrűszámát (Balatonfüred, 2012)

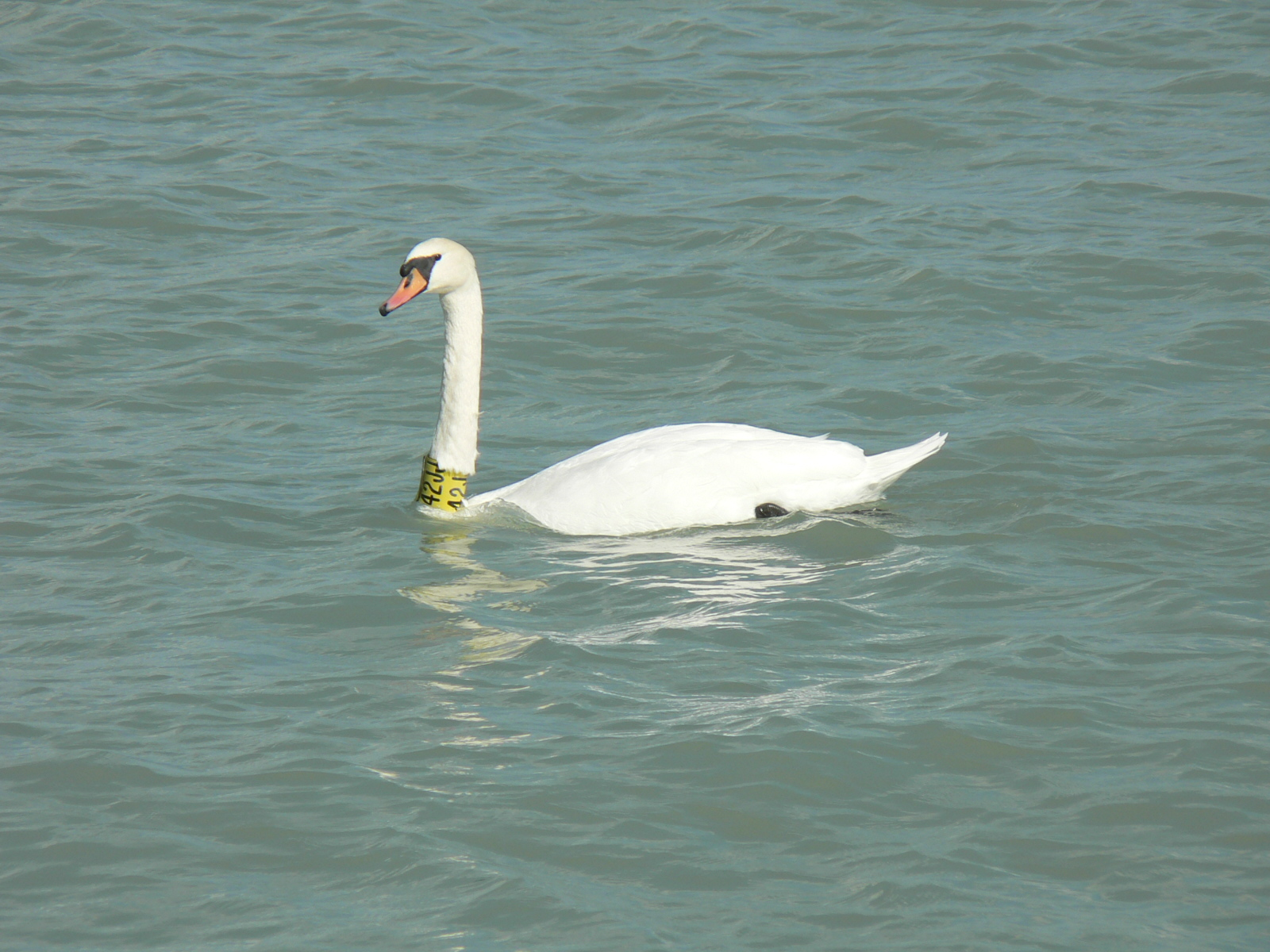
A hattyúk nyakgyűrűje könnyen leolvasható távolból is (Alsóörs, 2012)

A bütykös hattyúval kapcsolatos vonulási, populációdinamikai és más olyan jellegű kutatásokat, amelyeknél fontos az egyes egyedek megkülönböztethetősége, jelentősen megkönnyíti egyrészt a faj egyedeinek nagy testmérete, másrészt az emberhez viszonylagosan bizalmas volta, harmadrészt pedig az a jellegzetessége, hogy vedlés idején a madarak lényegében röpképtelenek.
A madárgyűrűzéshez leginkább elterjedt befogási módszerek (pl. függönyhálós befogás) ugyan a nagy testméret miatt nem alkalmazhatók a hattyúknál, de az etetéssel szinte minden évszakban emberközelbe csábítható, illetve nyár végén röpképtelen állapotban a vízben könnyen bekeríthető madarak befogása gyűrűzési céllal viszonylag egyszerűen megoldható madarászfeladat.
A fajnál az alumíniumgyűrűk alkalmazása mellett sok éve használnak már színes lábgyűrűket is, melyeknek általában 4 karakterből álló gyűrűszáma egy jó távcsővel, vagy digitális fényképezőgép segítségével, erős zoom mellett a parton állva, több méternyi távolságból is leolvasható.
Ráadásul a bütykös hattyú, életmódjánál és testalkatánál (hosszú nyakánál) fogva kiválóan alkalmas arra is, hogy az egyes egyedek életútjának követését színes nyakgyűrűk alkalmazásával is lehessen segíteni; az ilyen gyűrűk a megfelelő méretű lábgyűrűkhöz hasonlóan ugyancsak nem befolyásolják érdemben a madarak életét, ugyanakkor a feliratuk távcsővel akár több tíz méteres távolságból is leolvasható.
A bütykös hattyúk jelölésére az Európában használatos alumínium madárgyűrűk közül a legnagyobb méretű (20 milliméter magas és 26 milliméter belső átmérőjű) fémgyűrűket kell alkalmazni. A színes láb- és nyakgyűrűk méretezésére nem ismert ilyen szigorú szabvány.

## Védettsége
Magyarországon 1954 óta védett, természetvédelmi értéke 25000 Ft.
Az európai közösségben természetvédelmi szempontból jelentős állatfajok közé tartozik.

## Képek

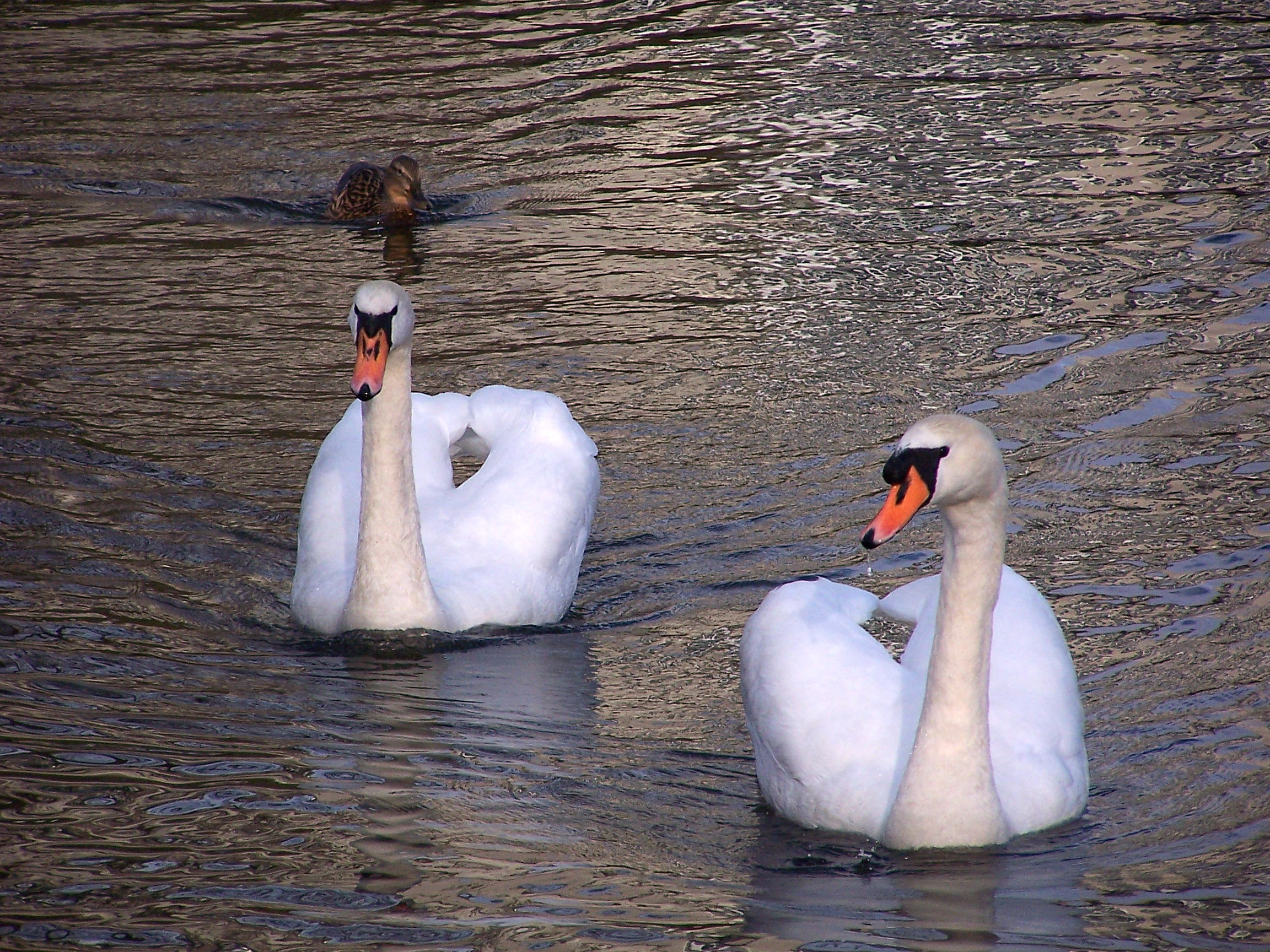
Bütykös hattyúk párban
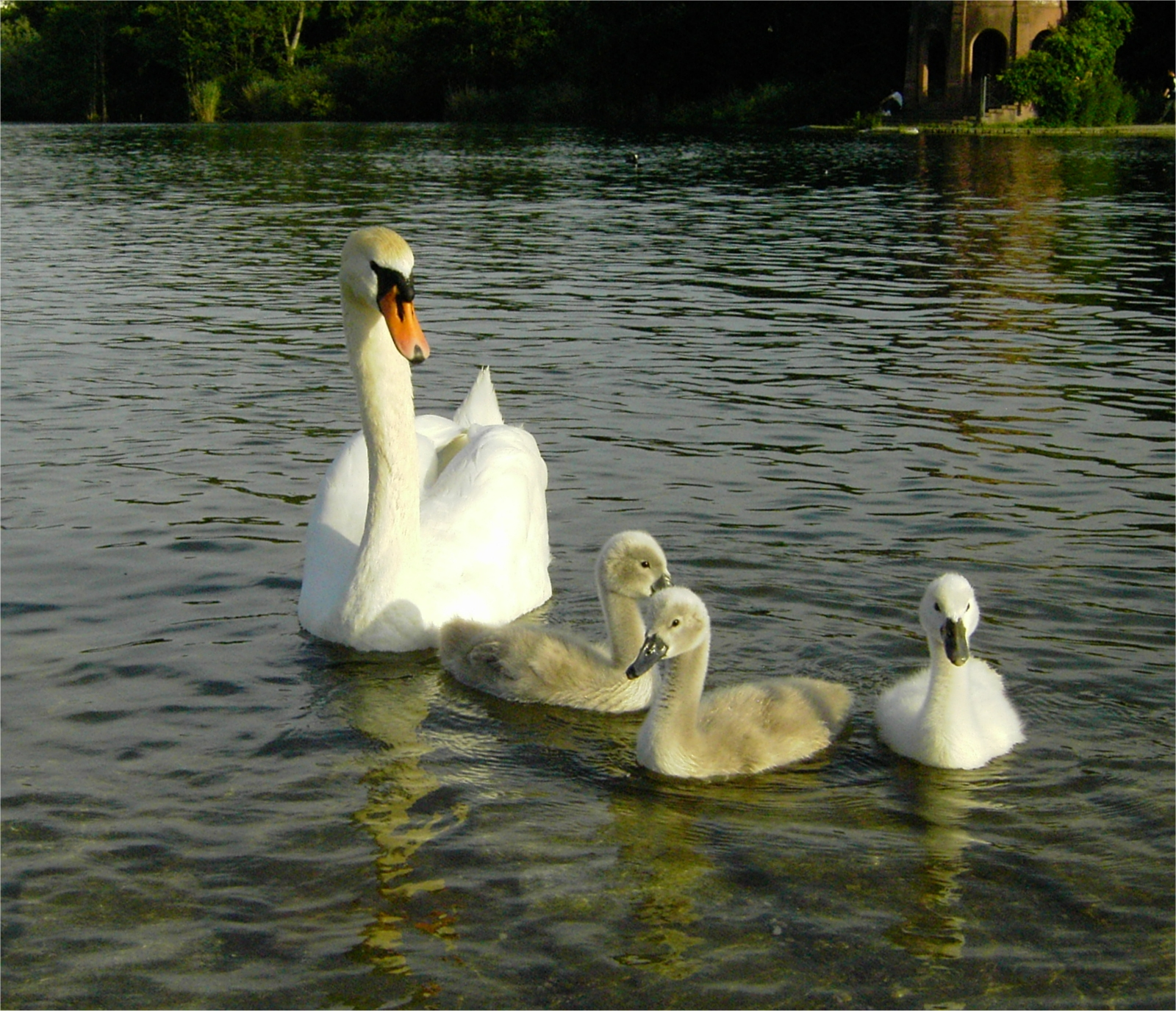
Bütykös hattyú fiókáival
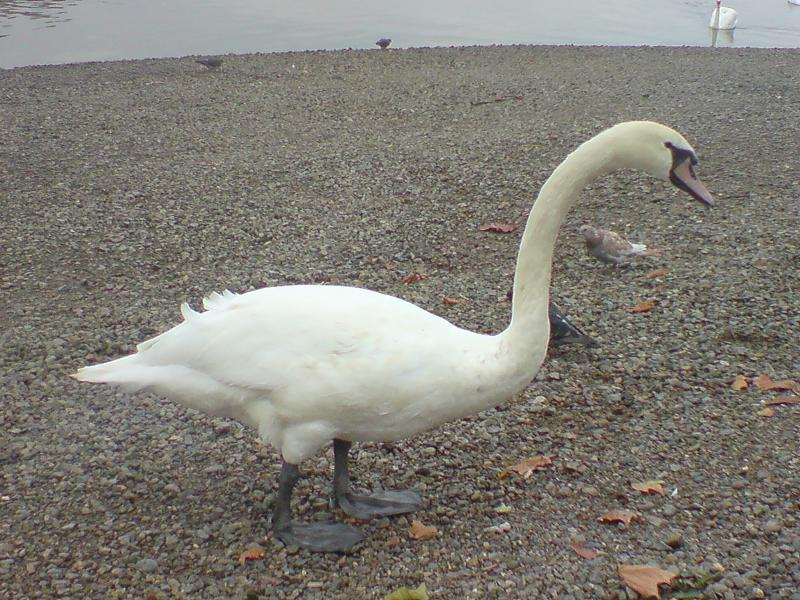
Bütykös hattyú a Temze partján
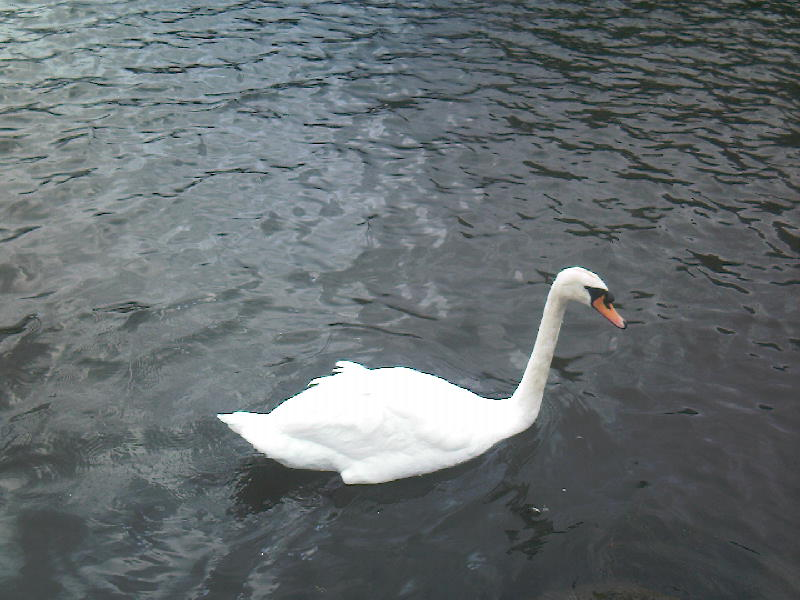
Felnőtt példány
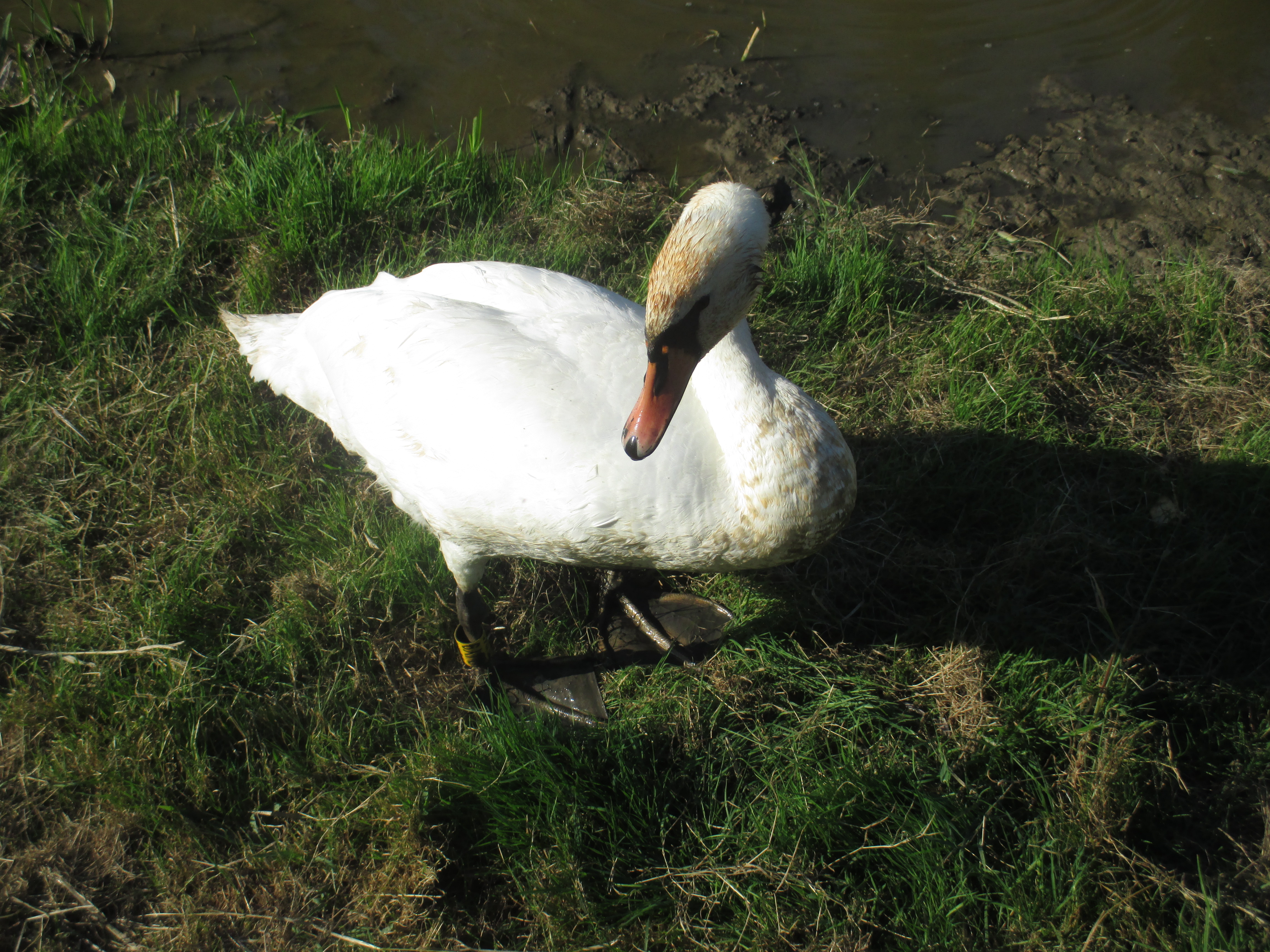
Bütykös hattyú Agárd közelében
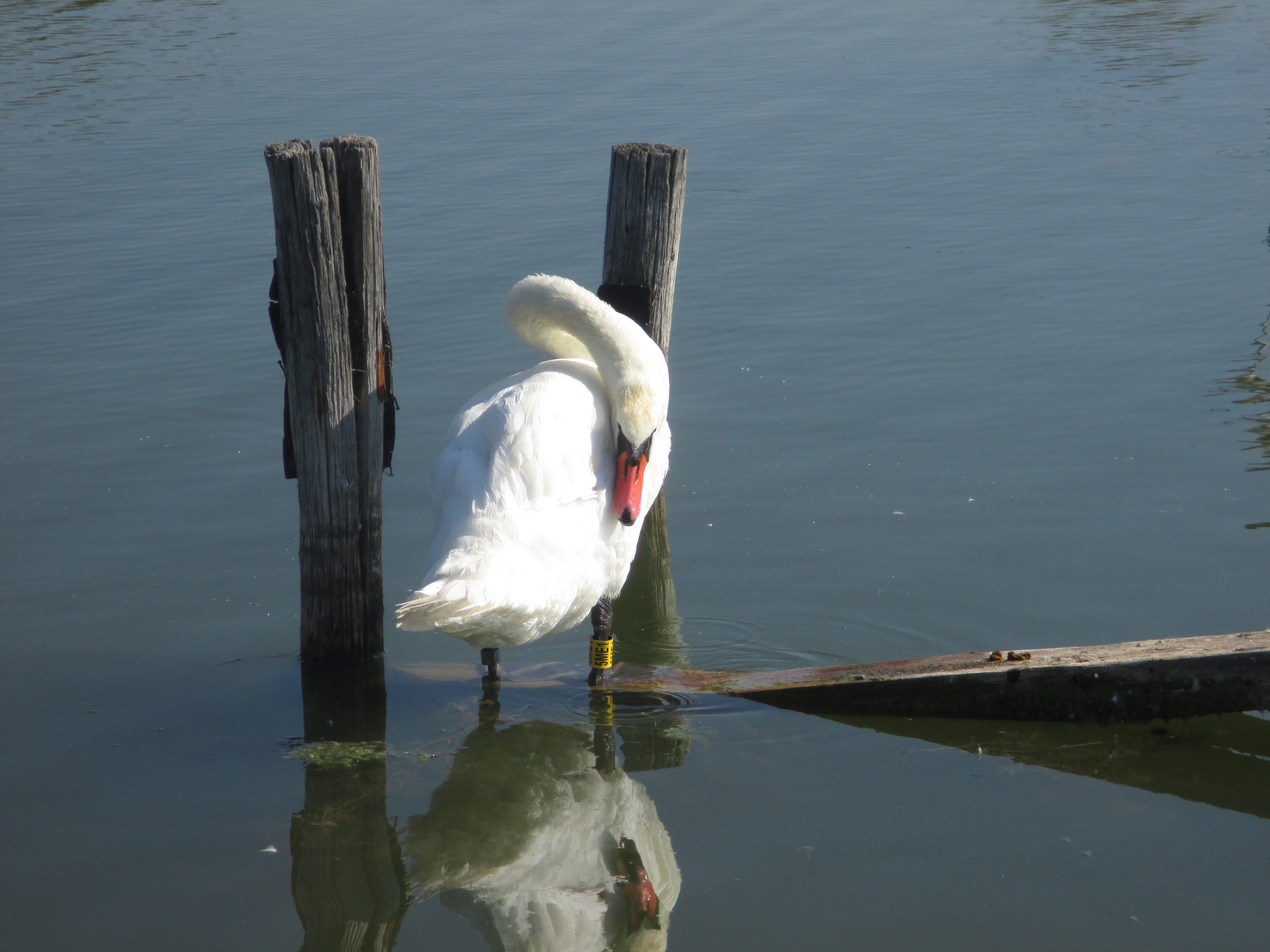
A madár a Velencei-tó környékén különösen gyakori
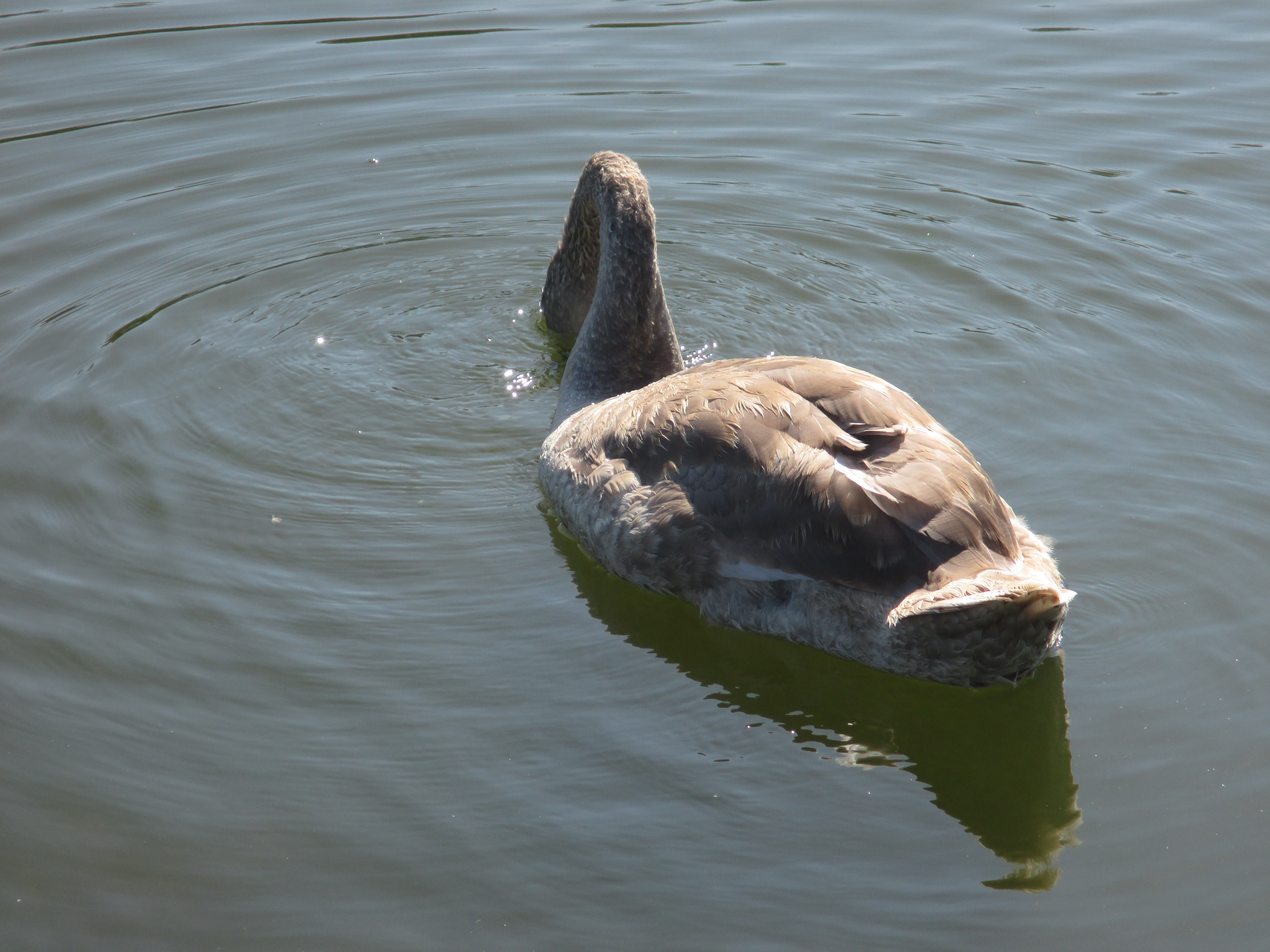
Még nem kifejlett példány, a jellegzetes tollazattal
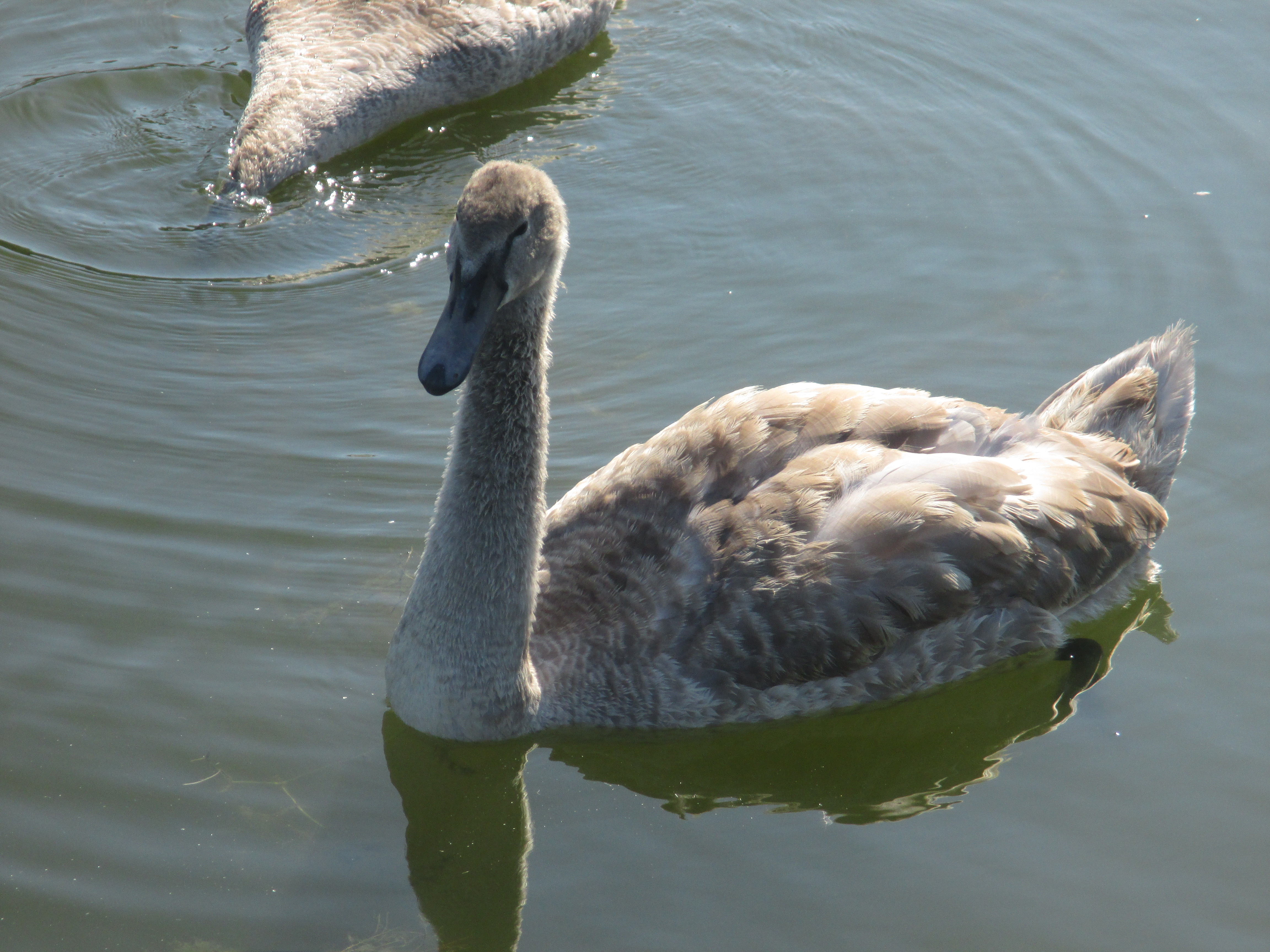
A fiatalok is jól úsznak már
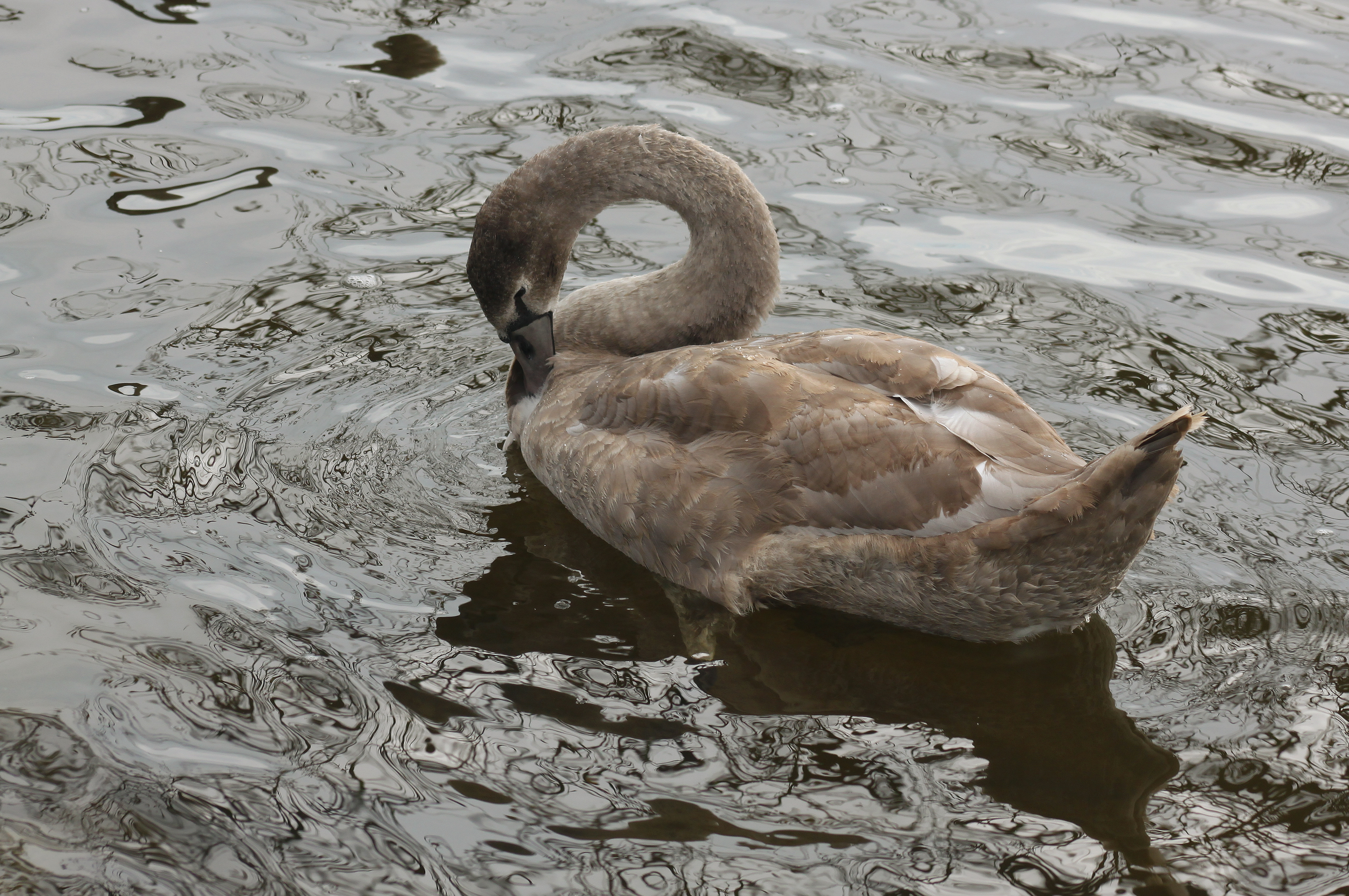
Fiatal példány tollászkodás közben. A szárnyán lévő vízcseppeken látszik, mennyire víztaszító a tollazata
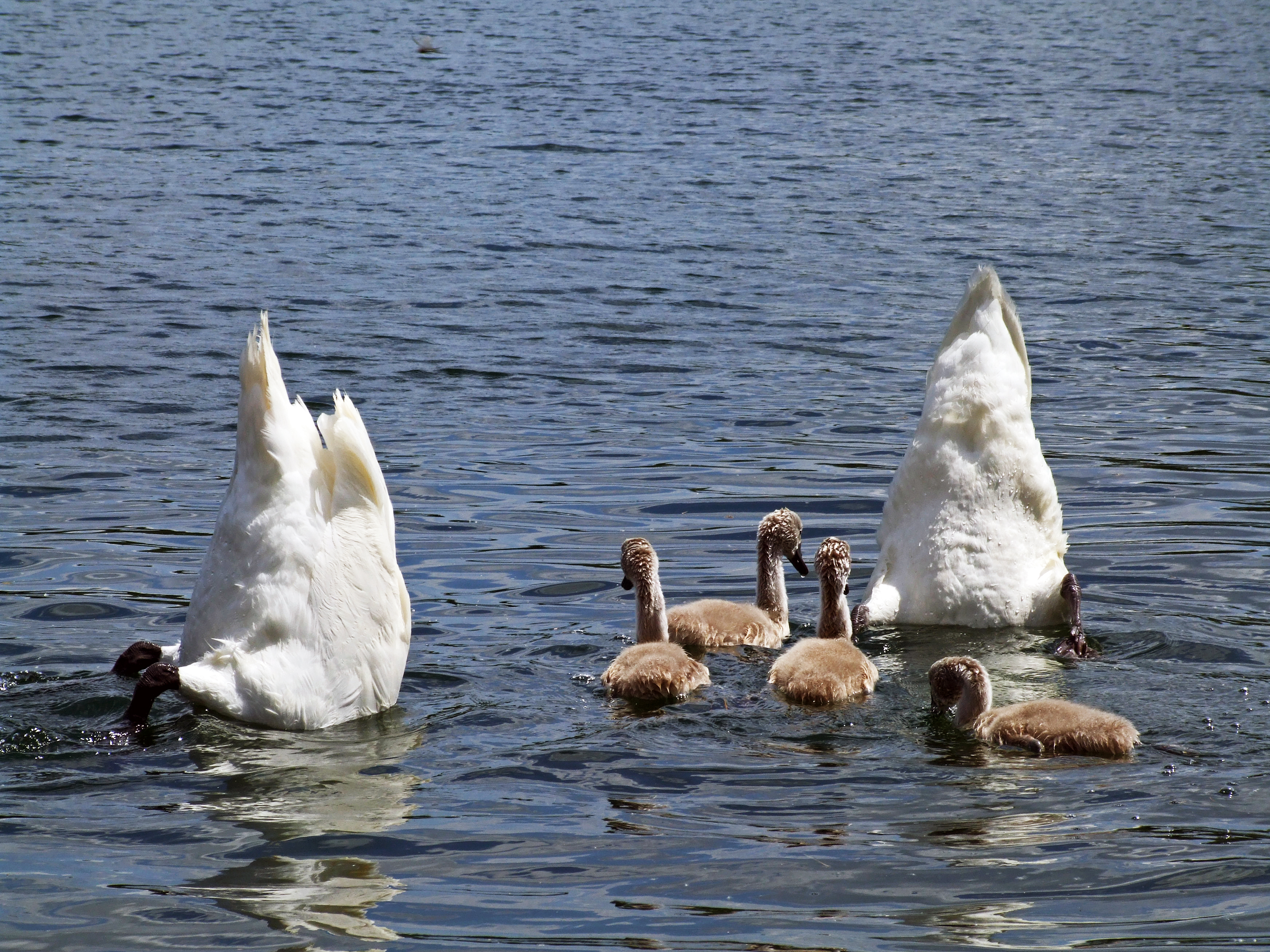
Bütykös hattyú pár által elfogyasztott vízi növények
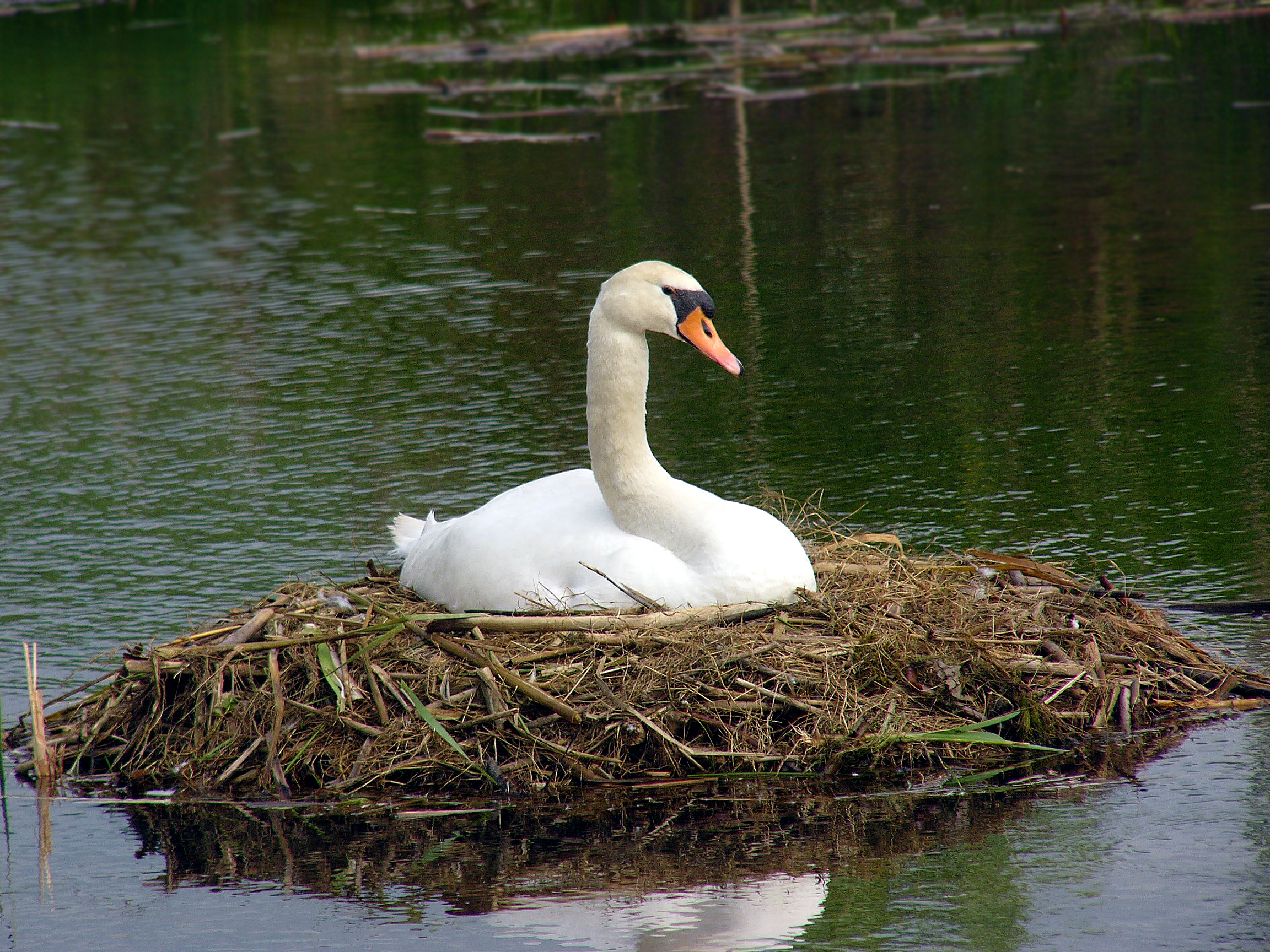
Fészkén kotló madár...
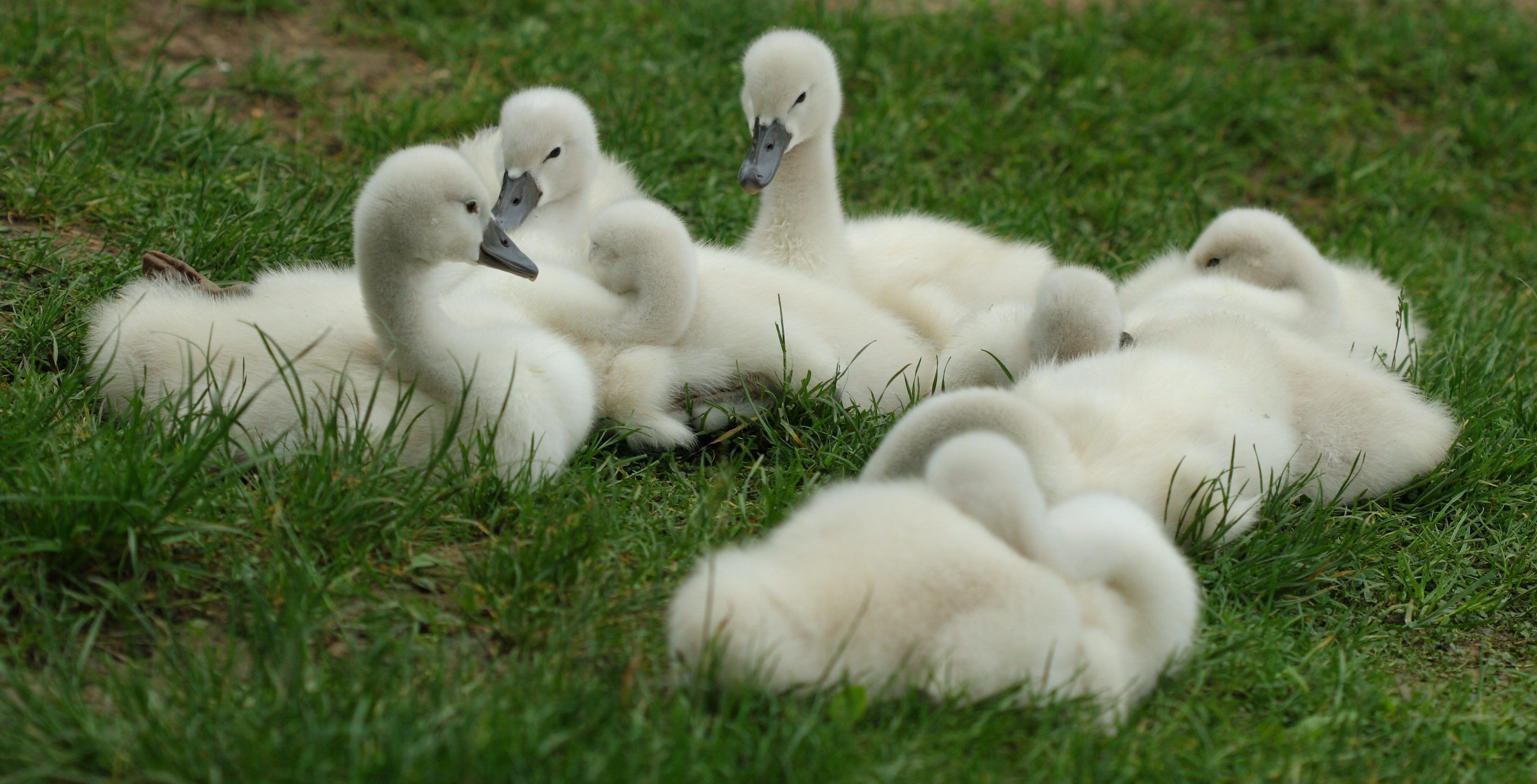
... és a kikelt fiókák
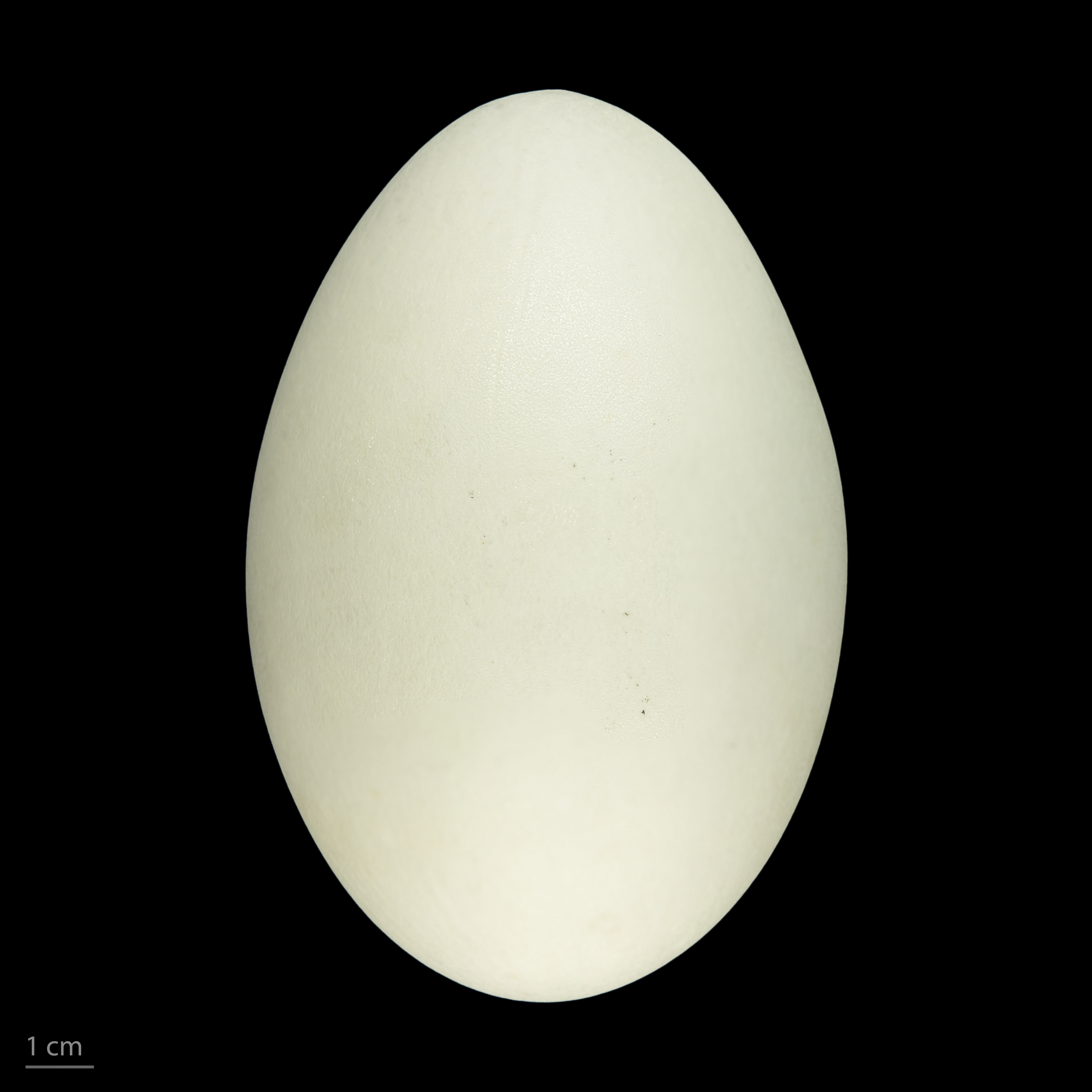
Tojása
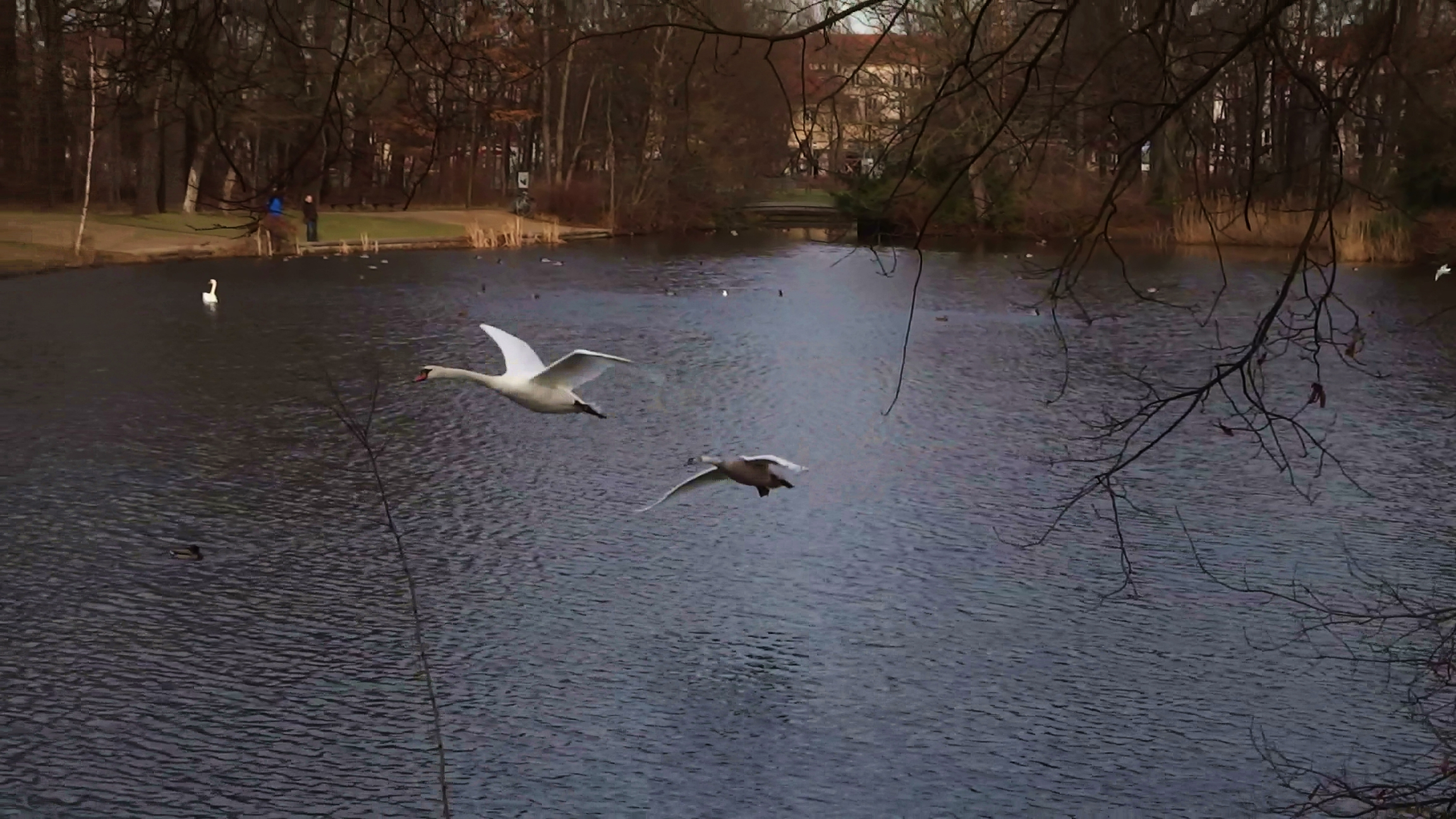
Repülő hattyúk